# Thạch Trung
Thạch Trung là một phường thuộc thành phố Hà Tĩnh, tỉnh Hà Tĩnh, Việt Nam.

## Địa lý
Phường Thạch Trung nằm ở cửa ngõ phía Bắc thành phố Hà Tĩnh, có vị trí địa lý:
- Phía đông giáp phường Thạch Hạ và phường Thạch Quý
- Phía tây giáp phường Thạch Linh
- Phía nam giáp phường Bắc Hà và phường Trần Phú
- Phía bắc giáp huyện Thạch Hà.

Phường Thạch Trung có diện tích 6,15 km², dân số năm 2023 là 17.737 người, mật độ dân số đạt 2.884 người/km².
Phường có 8 tổ dân phố giáo toàn tòng. Cơ sở tôn giáo: xã có 2 xứ đạo là xứ Chân Thành và xứ Văn Hạnh, 1 dòng mến thánh giá, có 2 họ: Hạnh Tiến và Hạnh Đức. Trong đó, có trên 2/3 dân số theo đạo Thiên chúa.

## Hành chính
Phường Thạch Trung được chia thành 13 tổ dân phố: Bắc Phú, Bắc Quang, Đông Tiến, Đoài Thịnh, Đức Phú, Hồng Hà, Liên Phú, Nam Phú, Nam Quang, Tân Phú, Tân Trung, Thanh Phú, Trung Phú.

## Lịch sử
Ngày 16 tháng 9 năm 1989, Hội đồng Bộ trưởng ban hành Quyết định số 127-HĐBT về việc sáp nhập toàn bộ 727,77 ha diện tích tự nhiên và quy mô dân số là 6.043 người của xã Thạch Trung thuộc huyện Thạch Hà vào thị xã Hà Tĩnh quản lý.
Ngày 14 tháng 11 năm 2024, Ủy ban Thường vụ Quốc hội ban hành Nghị quyết số 1283/NQ-UBTVQH15 về việc sắp xếp đơn vị hành chính cấp huyện, cấp xã của tỉnh Hà Tĩnh giai đoạn 2023 – 2025 (nghị quyết có hiệu lực từ ngày 1 tháng 1 năm 2025). Theo đó, thành lập phường Thạch Trung thuộc thành phố Hà Tĩnh trên cơ sở toàn bộ 6,15 km² diện tích tự nhiên và quy mô dân số là 17.737 người của xã Thạch Trung.
Ngày 9 tháng 1 năm 2025, UBND tỉnh Hà Tĩnh ban hành Quyết định số 58/QĐ-UBND về việc:
- Chuyển thôn Bắc Phú thành tổ dân phố Bắc Phú.
- Chuyển thôn Bắc Quang thành tổ dân phố Bắc Quang.
- Chuyển thôn Đoài Thịnh thành tổ dân phố Đoài Thịnh.
- Chuyển thôn Đông Tiến thành tổ dân phố Đông Tiến.
- Chuyển thôn Đức Phú thành tổ dân phố Đức Phú.
- Chuyển thôn Hồng Hà thành tổ dân phố Hồng Hà.
- Chuyển thôn Liên Phú thành tổ dân phố Liên Phú.
- Chuyển thôn Nam Phú thành tổ dân phố Nam Phú.
- Chuyển thôn Nam Quang thành tổ dân phố Nam Quang.
- Chuyển thôn Tân Phú thành tổ dân phố Tân Phú.
- Chuyển thôn Thanh Phú thành tổ dân phố Thanh Phú.
- Chuyển thôn Tân Trung thành tổ dân phố Tân Trung.
- Chuyển thôn Trung Phú thành tổ dân phố Trung Phú.